# 圣马丹迪蒂约勒
圣马丹迪蒂约勒（法語：Saint-Martin-du-Tilleul，法語發音：[sɛ̃ maʁtɛ̃ dy tijœl]）是法国厄尔省的一个市镇，位于该省西部，属于贝尔奈区。

## 地理
圣马丹迪蒂约勒（49°6'35"N, 0°31'51"E）面积5.15 平方千米，位于法国诺曼底大区厄尔省，该省份为法国北部内陆省份，北起滨海塞纳省，西接奧恩省和卡爾瓦多斯省，南至厄尔-卢瓦省，东临瓦兹省、瓦兹河谷省和伊夫林省。
与圣马丹迪蒂约勒接壤的市镇（或旧市镇、城区）包括：布尔南维尔-法沃罗勒、马卢伊、库尔贝皮讷、貝爾奈、卡奥尔什-圣尼古拉、普兰维尔、圣樊尚迪布莱。

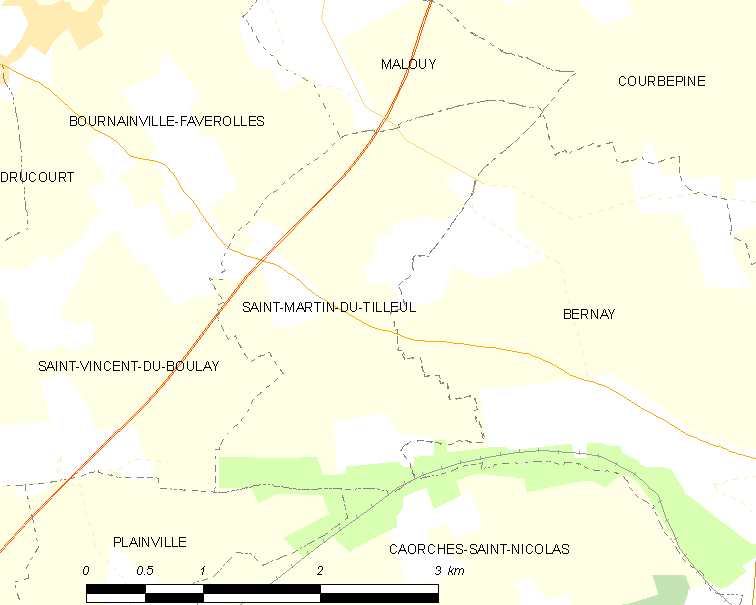
圣马丹迪蒂约勒的OSM定位图

圣马丹迪蒂约勒的时区为UTC+01:00、UTC+02:00（夏令时）。

## 行政
圣马丹迪蒂约勒的邮政编码为27300，INSEE市镇编码为27569。

## 政治
圣马丹迪蒂约勒所属的省级选区为贝尔奈县。

## 人口

1962-2008年间圣马丹迪蒂约勒人口变化图示

圣马丹迪蒂约勒于2022年1月1日时的人口数量为245人。